# Double Indemnity
Double Indemnity is een Amerikaanse film noir uit 1944 onder regie van Billy Wilder. Het scenario is gebaseerd op de gelijknamige misdaadroman uit 1935 van James M. Cain. De titel verwijst naar een clausule in een verzekeringspolis die voorziet dat de maatschappij een veelvoud van het in het contract vernoemde bedrag zal uitbetalen in geval van een dood door ongeluk. Algemeen beschouwd als een klassieker, wordt Double Indemnity vaak aangehaald als een paradigmatische film noir en een standaard voor de films die volgden in dat genre.

## Verhaal
De film gaat over Walter Neff, een verzekeringsagent, die valt voor de schoonheid van de reeds getrouwde Phyllis Dietrichson. De gevoelens zijn wederzijds. Samen beramen ze een snood plan om meneer Dietrichson, Phyllis' echtgenoot, om te brengen en zodoende al het geld van zijn levensverzekering te incasseren. Het plan lijkt waterdicht. Lijkt...

## Rolverdeling
| Acteur             | Personage            |
| ------------------ | -------------------- |
| Fred MacMurray     | Walter Neff          |
| Barbara Stanwyck   | Phyllis Dietrichson  |
| Edward G. Robinson | Barton Keyes         |
| Porter Hall        | Mijnheer Jackson     |
| Jean Heather       | Lola Dietrichson     |
| Tom Powers         | Mijnheer Dietrichson |
| Byron Barr         | Nino Zachetti        |
| Richard Gaines     | Edward S. Norton jr. |
| Fortunio Bonanova  | Sam Garlopis         |
| John Philliber     | Joe Peters           |

## Prijzen
De film werd in 1945 genomineerd voor de Oscar voor beste film, maar die prijs ging naar Going My Way. Het verhaal is gebaseerd op een misdaad in 1927 begaan door een vrouw uit Queens en haar minnaar. Ruth (Brown) Snyder overtuigde haar vriend Judd Gray om haar echtgenoot te doden nadat ze deze een grote "double indemnity" levensverzekering had laten afsluiten. De moordenaars werden vlug gepakt.

## Invloed
Billy Wilders klassieke verfilming van James M. Cains boek wordt genoemd als de ultieme film noirthriller uit de jaren 40. Het in beeld brengen van het verhaal werd toevertrouwd aan de ervaren cameraregisseur John F. Seitz, die tevoren al Sullivan's Travels en This Gun For Hire had gefilmd. Samen met de artistieke leiders Hans Dreier en Hal Pereira bepaalde hij grotendeels de sfeer van de film door gebruikmaking van grote contrasten, donker gelaten hoeken binnen het beeldkader, en een complex schaduwspel. Het consequente gebruik van sterk contrasterende verlichting, spaarzaam verlichte locaties en schachten van diffuus licht die door sigarettenrook of door de jaloezieën van een raam binnenvielen gaf de film een bijzonder expressieve en donkere kwaliteit, die nog benadrukt werd door toepassing van een monochroom kleurenschema. Dit paste perfect bij het grimmige verhaal en droeg sterk bij aan de spanning. Seitz' werk was zo effectief dat het werd genomineerd voor een Oscar en het zou de films noirs in het volgende decennium nog sterk beïnvloeden. 